# Ascogaster gibbosa
Ascogaster gibbosa är en stekelart som beskrevs av Tang och Marsh 1994. Ascogaster gibbosa ingår i släktet Ascogaster och familjen bracksteklar. Inga underarter finns listade.